# Phemiades
Phemiades is een geslacht van vlinders van de familie dikkopjes (Hesperiidae), uit de onderfamilie Hesperiinae.

## Soorten
- P. milvius (Mabille, 1904)
- P. pohli (Bell, 1932)
- P. vergens Evans, 1955